# Micrathena sagittata
La araña punta de flecha (Micrathena sagittata) es una especie de arácnido de la familia Araneidae. Esta especie fue descrita por Walckenaer en 1841. El nombre del género Micrathena proviene del griego “micros” que significa pequeño y “Athena” que significa Minerva. El nombre específico sagittata proviene del latín y significa como cabeza de flecha.

## Clasificación y descripción
Es una araña de la familia Araneidae del orden Araneae. El macho mide en total de 4,23 a 4,7 mm de longitud, carapacho 1,86-1,91 mm de largo y 1,2 y 1,36 mm de ancho. Carapacho de color café, patas marrón; opistosoma negro, con marcas blancas en los márgenes laterales y cerca del final posterior, algo aplanado dorsoventralmente, más ancho en el extremo posterior, vientre negro y marrón; palpos con una macroseta patelar débil; apófisis media dividida en dos partes bulbosas, émbolo largo y delgado. Hembra de 8,51 mm de largo, carapacho 2,8 mm de largo y 2,36 mm de ancho; carapacho marrón con un margen lateral pálido; patas marrones; abdomen blanco a amarillo o naranja, con un área negra en el final anterior, con tres pares de espinas negras; epiginio fuertemente convexo, bien esclerotizado, con pequeños puntos en medio; esclerito posterior delgado, tan largo como ancho, algunas veces constreñido en el medio, espermateca redondeada en el medio.

## Distribución
Es una especie que se distribuye por el este de Estados Unidos hasta México, en los estados de Nuevo León, Tamaulipas, Veracruz, Oaxaca, Chiapas, Tlaxcala y Yucatán; también se le ha encontrado en Panamá.
Incluso en el sur del continente americano, tal como Ecuador, en sus 2 regiones tropicales; costa y sierra.

## Hábitat
A esta especie se le puede encontrar en los cultivos de algodón, en las orillas cerca de los arroyos y humedales, en huertos de durazno, en los bosques de palma y en cualquier arbusto de altura media.

## Estado de conservación
No se encuentra dentro de ninguna categoría de riesgo en las normas nacionales o internacionales.